# Chaumont
Chaumont [ʃomɔ̃] ist eine französische Stadt mit 21.418 Einwohnern (Stand 1. Januar 2022) im Département Haute-Marne in der Region Grand Est. Bis 1971 trug die Stadt den Namen Chaumont-en-Bassigny. Sie ist Sitz der Präfektur des Départements Haute-Marne. Die Bewohner werden Chaumontais und Chaumontaises genannt.

## Geografie

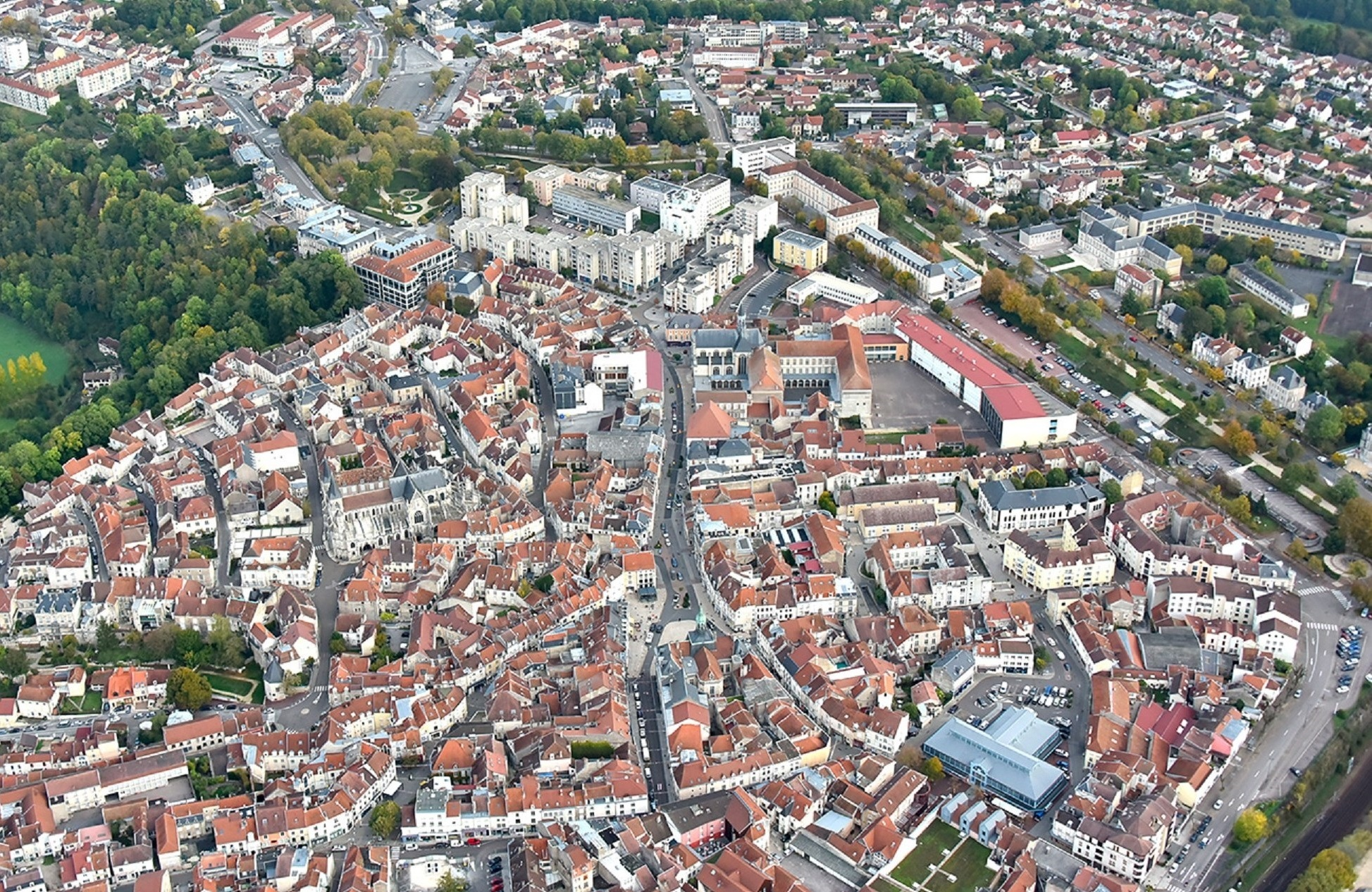
Luftbild von Südwesten

Die Stadt liegt in der Landschaft Bassigny, am Rande des Plateau von Langres, einer Hochebene, auf der einige wichtige Flüsse Frankreichs entspringen, wie z. B. die Marne, die Seine, die Maas und die Aube. Chaumont selbst liegt an der Marne, unmittelbar an der Einmündung des linken Nebenflusses Suize. Die Marne speist auch den Canal entre Champagne et Bourgogne (deutsch „Kanal zwischen Champagne und Burgund“), durch welchen – unter Ausnutzung weiterer Flüsse und Kanäle – eine schiffbare Verbindung aus dem Raum Paris bis zum Mittelmeer ermöglicht wird.
Einige Kilometer südwestlich liegt eine Militärbasis des französischen Heeres, das Quartier General d’Aboville, eine ehemalige Air Base der Amerikaner.

## Geschichte

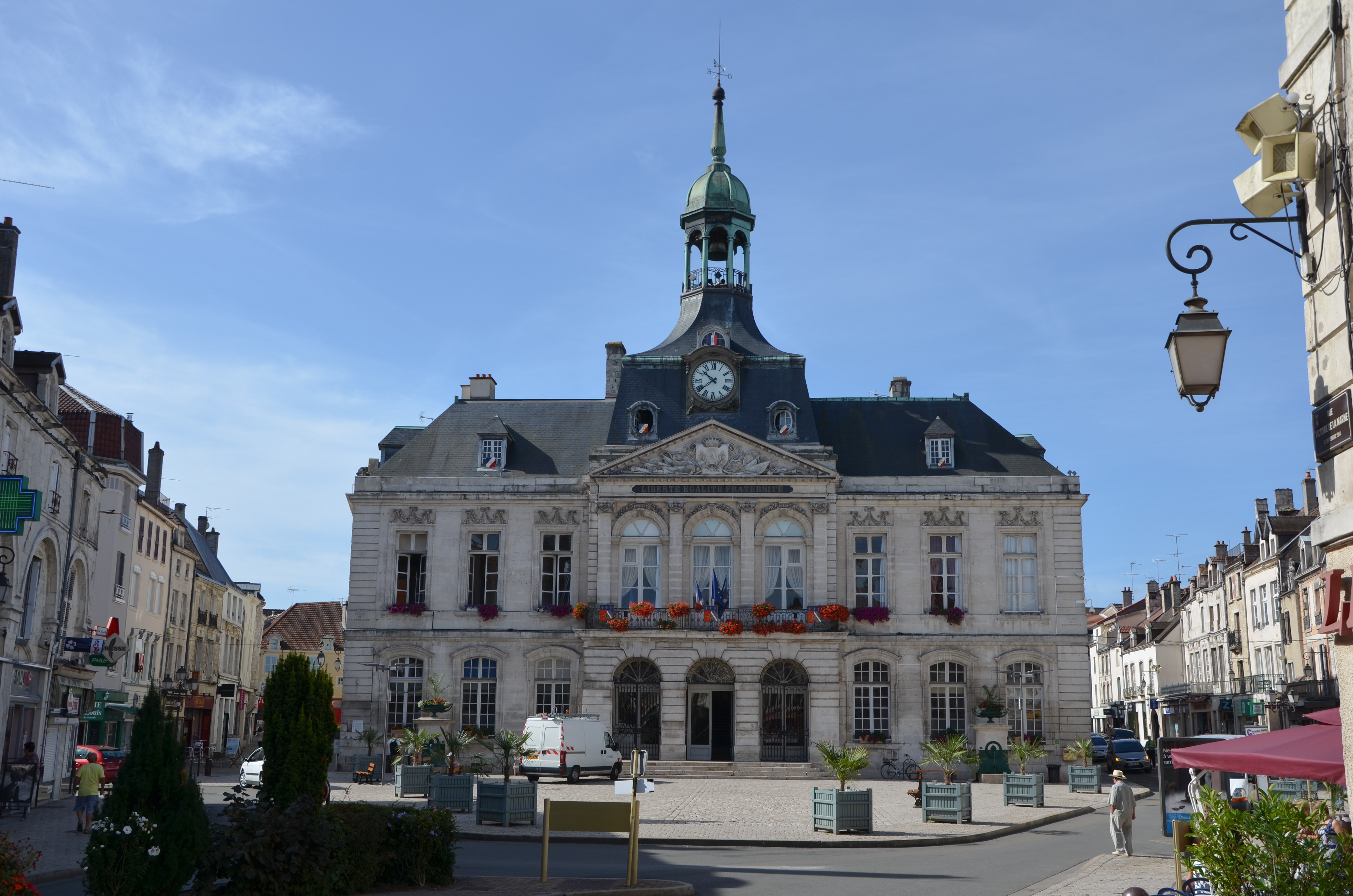
Mairie (Rathaus)

Der Name der Stadt soll – nach Emile Jolibois (lokaler Geschichtsschreiber aus dem 19. Jahrhundert) – von der Bezeichnung Calvus Mons (deutsch: „kahler Berg“) abgeleitet sein, die an jenen Ort erinnert, wo die Stadt im 10. Jahrhundert erbaut wurde: ein steiler Sporn, der die Täler der Suize und der Marne beherrschte. Als ehemaliger Wohnsitz der Grafen von Champagne besaß die Stadt sehr früh eine strategische Lage, die auf die ganze Region ausstrahlte. Hier muss 870 schon ein bedeutender Ort gewesen sein, denn Chaumont wird im Vertrag von Meerssen ausdrücklich genannt, als es dem neuen Reich Ludwigs des Deutschen zugeteilt wurde.
Um 1300 war Chaumont ein wichtiger Grenzposten zwischen dem Königreich Frankreich und dem Herzogtum Burgund. Nach der Anklageerhebung gegen den Templerorden anno 1306 ließ Philipp der Schöne an diesem Ort diverse flüchtige Tempelritter festnehmen, die via Chaumont ins „Ausland“ fliehen wollten.
Am 1. März 1814 schlossen Großbritannien, Russland, Österreich und Preußen hier den Vertrag von Chaumont. Damit erneuerten und bestätigten sie angesichts des abzusehenden Scheiterns der Verhandlungen des Kongresses von Châtillon das Bündnis der Viermächteallianz gegen Napoleon.
General John J. Pershing, der Oberbefehlshaber der US-Streitkräfte in Europa, hatte während des Ersten Weltkriegs 1917 in Chaumont sein Hauptquartier. Im Zweiten Weltkrieg war die Stadt vom 15. Juni 1940 bis zum 13. September 1944 von den Deutschen besetzt.

## Bevölkerungsentwicklung
| Jahr                       | 1962   | 1968   | 1975   | 1982   | 1990   | 1999   | 2006   | 2019   | 2021   |
| -------------------------- | ------ | ------ | ------ | ------ | ------ | ------ | ------ | ------ | ------ |
| Einwohner                  | 21.717 | 25.779 | 27.226 | 27.554 | 27.041 | 25.996 | 24.357 | 21.847 | 21.699 |
| Quellen: Cassini und INSEE |        |        |        |        |        |        |        |        |        |

## Sehenswürdigkeiten

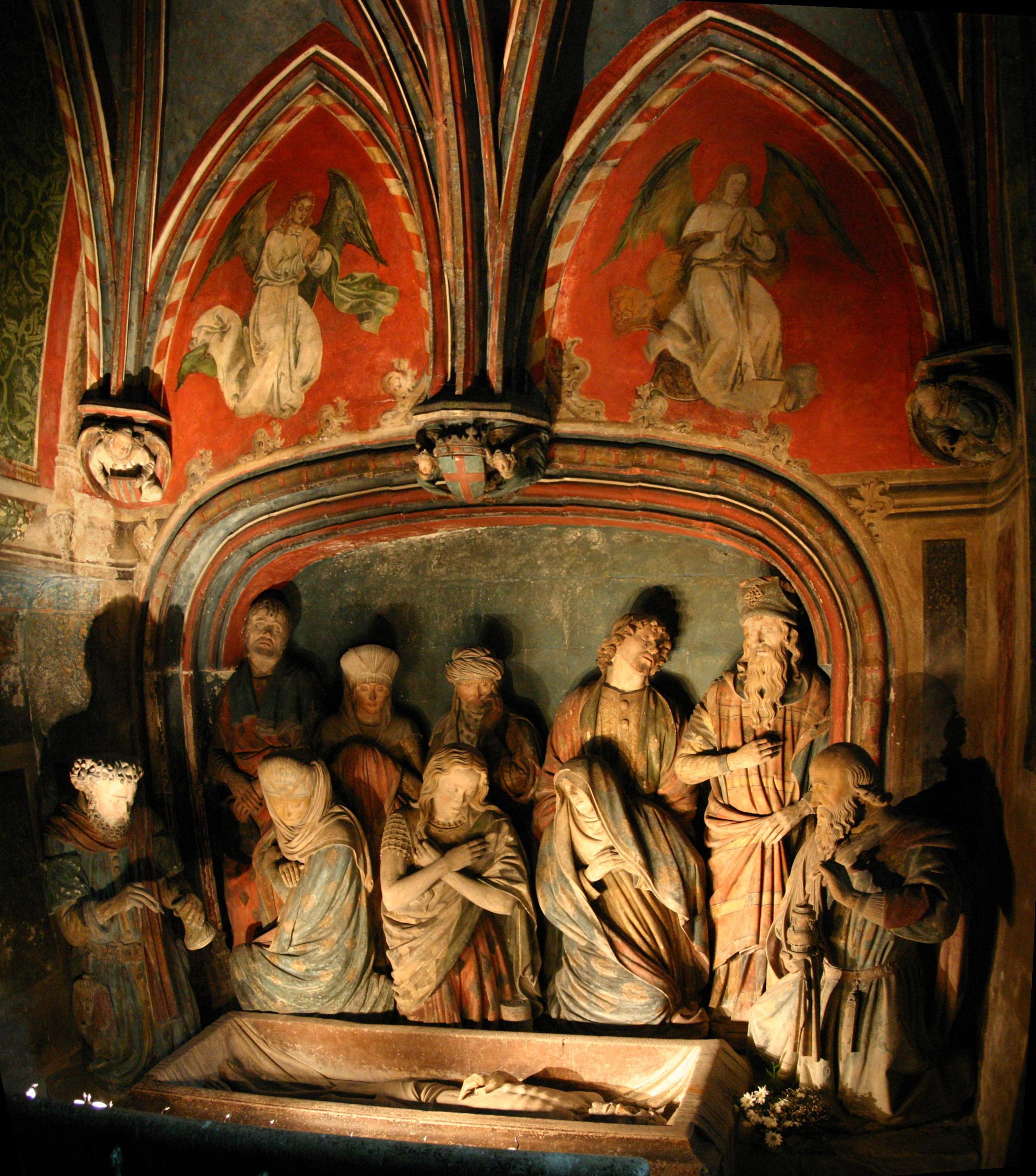
Grablegung in Saint-Jean-Baptiste

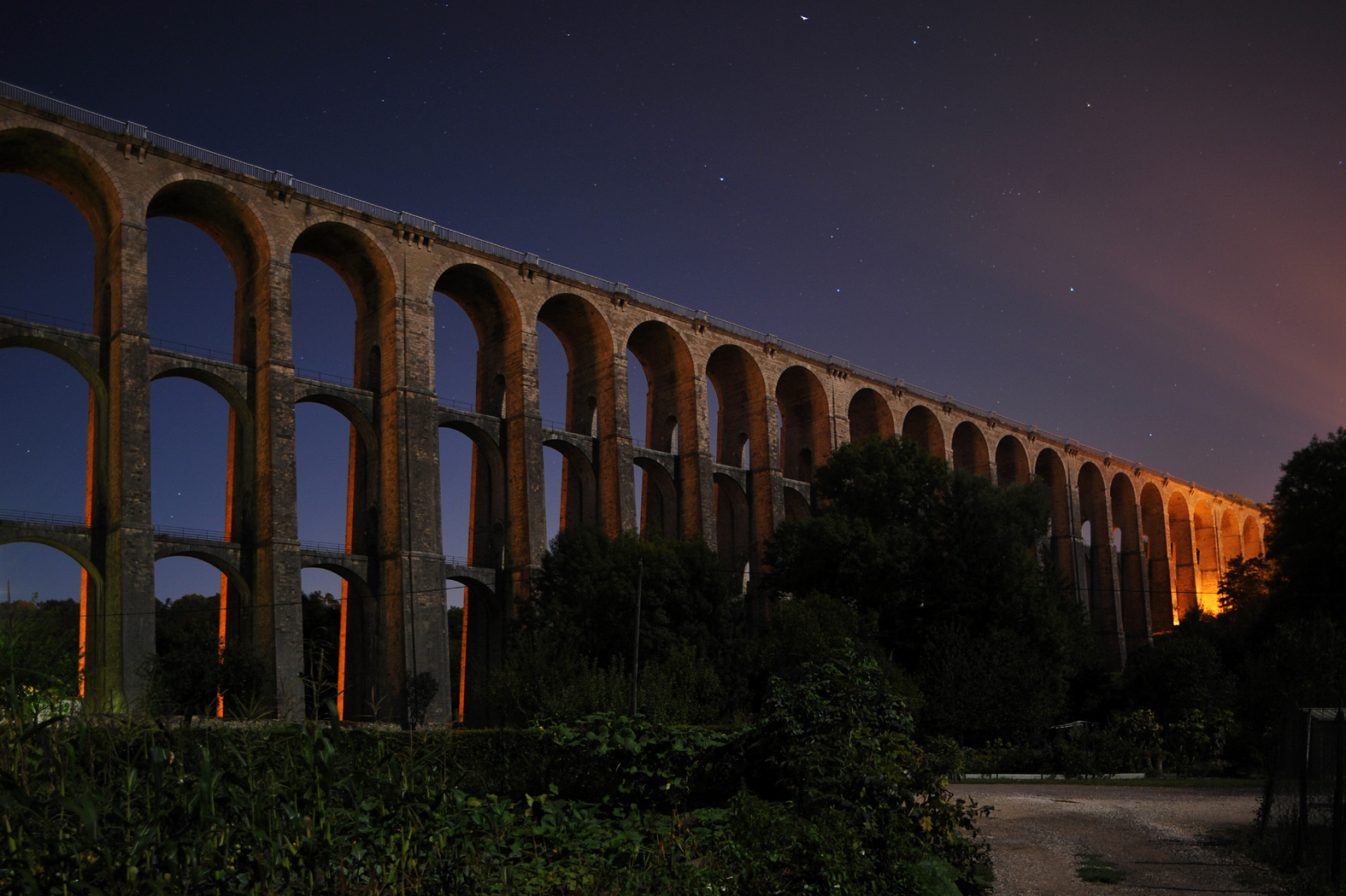
Viaduc de Chaumont bei Mondlicht

Siehe auch: Liste der Monuments historiques in Chaumont
- Burg der Grafen von Champagne (11./12. Jahrhundert)
- Basilika Saint-Jean-Baptiste von Chaumont (13./14. Jahrhundert)
- Lohgerbereien
- Jesuitenkapelle aus dem 18. Jahrhundert
- Viadukt von Chaumont (Viaduc de Chaumont)
 Das Viadukt überquert das Tal der Suize. Es wurde vom Ingenieur-Architekt Decomble entworfen, 1855/56 in 15 Monaten erbaut und 1857 eingeweiht. Seine Dimensionen (650 m lang, 50 Bögen, Höhe 50 m) machen es zum bedeutendsten Viadukt aus Natursteinen in Westeuropa. Es wurde erbaut, damit die Bahnstrecke Paris–Mulhouse den hoch gelegenen Teil der Stadt erreichen konnte. Das Viadukt ist zu einem Wahrzeichen der Stadt geworden und war Kulisse in mehreren Filmen. Auf einem Fußweg in der ersten Etage kann es überquert werden.[2]

Der Dolmen la Pierre qui Tourne (auch Fort Bévaux oder Septfontaines genannt) liegt in der Necropole du Fort Bévaux in Andelot-Blancheville bei Chaumont.

## Verkehr

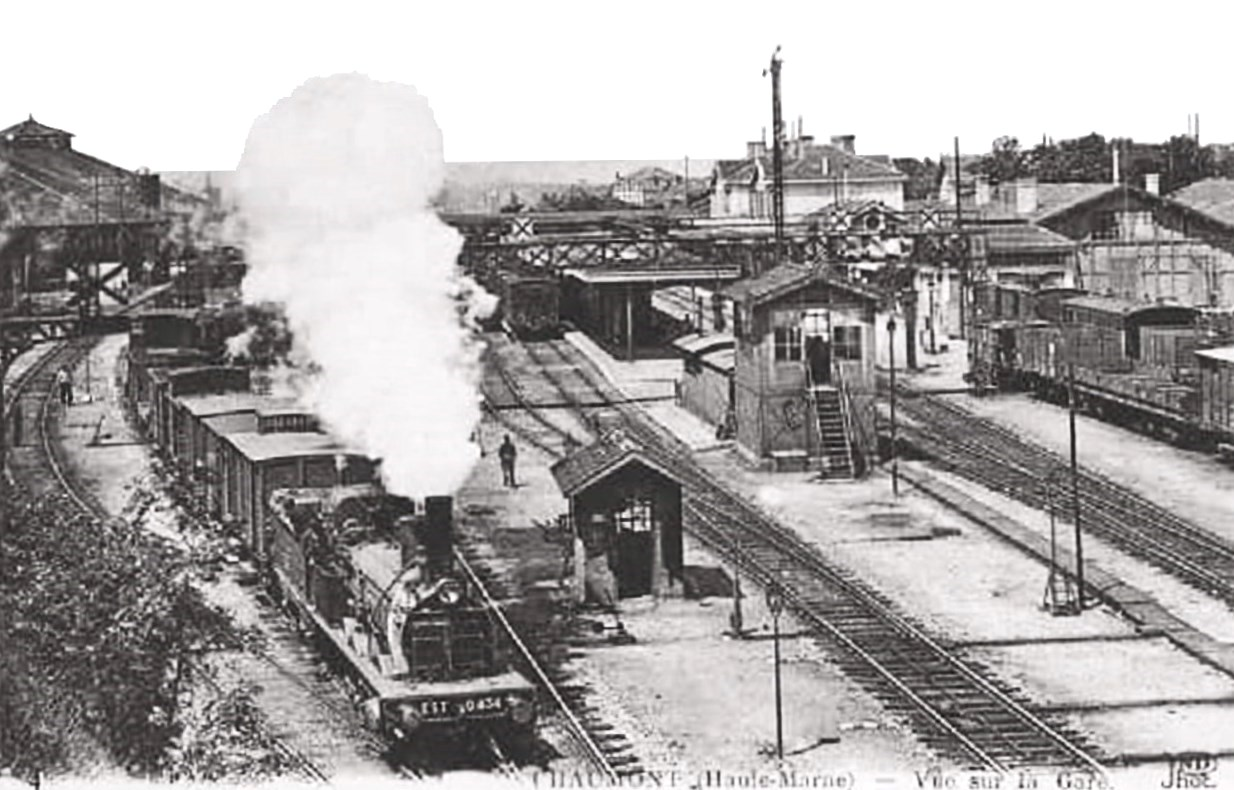
Bahnhof Chaumont-en-Bassigny auf einer alten Ansicht

Chaumont hat einen Bahnhof an der Bahnstrecke Paris–Mulhouse, der 1857 von der Compagnie des chemins de fer de l’Est eröffnet wurde. Aktuell wird er von Regionalzügen des TER Grand Est bedient.

## Persönlichkeiten
- Edmé Bouchardon (1698–1762), Bildhauer
- Denis Decrès (1761–1820), Marineminister unter Napoléon Bonaparte von 1801 bis 1815
- Louis Desprez (1861–1885), Schriftsteller des Naturalismus
- Henry Fèvre (1864–1937), Schriftsteller
- Paul Paris (1875–1938), Zoologe und Botaniker
- Manu Codjia (* 1975), Jazz- und Fusionmusiker
- Bérangère Abba (* 1976), Politikerin
- Lucie Décosse (* 1981), Judoka und Olympionikin
- Émilien Clère (* 1982), Radrennfahrer
- Charles Milesi (* 2001), Autorennfahrer

## Städtepartnerschaften
- Oostkamp, Belgien
- Bad Nauheim, Deutschland
- Ivrea, Italien
- Ashton-under-Lyne, Großbritannien
- San, Mali